# Kandern
Kandern (pronunciación en alemán: /ˈkandɐn/ⓘ) es un municipio en el distrito de Lörrach en Baden-Wurtemberg, Alemania. Está ubicado en el suroeste de la Selva Negra en el centro del valle del Kander.

## Etimología
El topónimo es de origen celta. En lengua celta la palabra canter tiene el significado de «claro», «transparente» o «fresco», y en este caso haría referencia al río Kander.

## Historia
La localidad de Kandern fue mencionada por vez primera en un documento del año 733. Con este documento un tal Gundoson dejó su propiedad en Kandern al abad Vodulandus del monasterio de San Martín en Tours, Francia. El hecho de que en el tiempo de Carlos Martel un hidalgo desconocido regalara su propiedad local al monasterio lejano en Tours —525 km en línea directa— documenta que la relación de la región con el reino de los francos era más fuerte. El documento menciona explícitamente la ubicación de Kandern en el país de Alamania y en la comarca de Brisgovia) («in patria Alamannia in pago Brisigauginse»).

## Museo Regional y de Cerámica
Kandern tiene un museo regional y de cerámica —nombre local: Heimat- und Keramikmuseum— que fue inaugurado en 1976 en una casa con hastial escalonado del siglo XVI. En el museo existe una copia, ya que el original se encuentra en Karlsruhe), de la "cerda de oro de Kandern", un recipiente para beber con la forma de un animal de 1605 que el Margrave Jorge Federico I de Baden-Durlach regaló al guardabosques de Kandern.